# Cykloalkeny

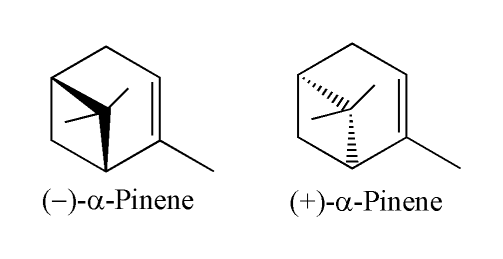
α-pinen
3-karen

Cykloalkeny – grupa alkenów o zamkniętym pierścieniu węglowym niemającym charakteru aromatycznego.
Cykloalkeny o małych pierścieniach (cyklopropen i cyklobuten) są związkami wysoce nietrwałymi, ulegającymi w temperaturze pokojowej samorzutnej, wybuchowej polimeryzacji rodnikowej. Cykloheksen i wyższe cykloalkeny wykazują typowe własności alkenów.
Wiele bardziej złożonych cykloalkenów zalicza się do terpenów. Posiadają one wysoką aktywność biologiczną – od intensywnego zapachu po własności biobójcze.
Proste cykloalkeny:

cyklopropen
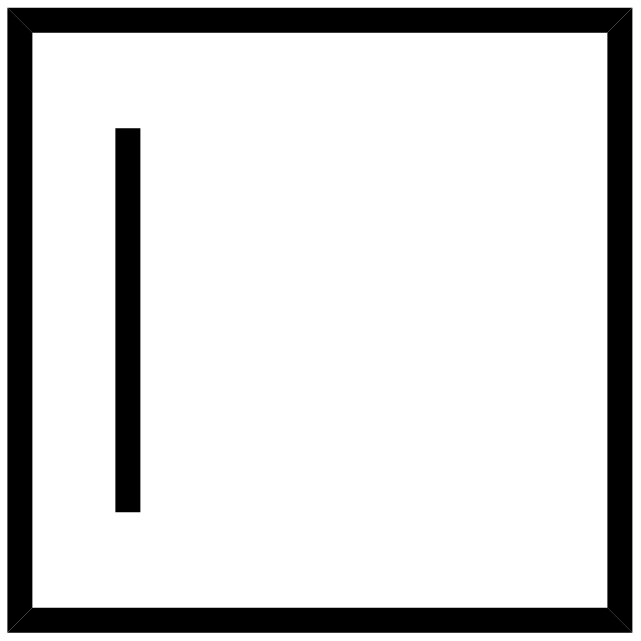
cyklobuten
cykloheksen

Przykłady terpenów:
- α-pinen
- 3-karen